# إيدا تين
إيدا تين (بالدنماركية: Ida Tin)‏ هي مؤلفة دنماركية، ولدت في 1979 في كوبنهاغن في الدنمارك.

## وصلات خارجية
- الموقع الرسمي